# Antibiotik
Antibiotici su farmakološki agensi koji mogu potpuno uništiti patogene mikroorganizme ili zaustaviti njihov rast ili razmnožavanje bez pričinjavanja značajnije štete organizmu domaćinu. Suvremena medicina snažno se oslanja na uporabu ovakvih kemijskih agensa u borbi protiv velikog broja zaraznih bolesti.

## Povijest
Uporaba kemijskih agensa protiv patogena započela je s njemačkim liječnikom Paulom Ehrlichom. Ehrlich je nakon niza pokusa utvrdio da je određenom kemijskom toksičnošću moguće ubiti patogen a pritom ne ubiti domaćina. On je 1904. otkrio da je uporabom kemijskog spoja tripana moguće smanjiti vjerojatnst pojave ili razinu izraženosti afričke bolesti spavanja (tada nije bilo poznato da je uzročnik bolesti ce-ce muha). Otkrio je također da je korištenjem arsfenamina moguće liječiti pacijente oboljele od sifilisa. Godine 1910. spoj arsfenamina proizveden je za tržište pod imenom Salvarsan.
Godine 1896. 21-godišnji francuski student medicine Ernest Duchesne proučavao je gljivu Penicillium notatum. Otkrio je moguća pozitivna djelovanja ove gljive i želio je proučavati njene terapijske mogućnosti. Međutim, nije imao dovoljno novca za financiranje, a poziv za pomoć koji je uputio Pasteurovom zavodu ostao je zanemaren i ideja o uporabi gljive u medicinske svrhe odbačena je. Godine 1923. liječnik iz Kostarike Picado Twight također je proučavao ovu gljivu i nakon nekoliko pokusa utvrdio da posjeduje antibiotičko djelovanje.
Otkriće penicilina kao antibiotika ipak se pripisuje škotskom znanstveniku Alexanderu Flemingu koji je 1928. godine otkrio direktno djelovanje penicilina kao antibiotika na uzorku stafilokokne bakterije koju je držao u Petrijevoj zdjelici. Zdjelica je bila ispunjena stafilokokima koji su pokrili dno. Na mjestima gdje je dodao penicilin pojavili su se čisti krugovi i vidljivo dno zdjelice. Zbog toga je zaključio da penicilin ima inhibitorno djelovanje na razvoj bakterije. Mislio je međutim da antibiotik nije u stanju preživjeti dovoljno dugo u čovječjem tijelu i zbog toga ne može biti učinkovit kao lijek te je odbacio mogućnost penicilina kao antibiotika.
Ovo se mišljenje promijenilo 1939. godine nakon što je australski znanstvenik Howard Florey na Oxfordskom sveučilištu nakon niza pokusa utvrdio da je antibiotik dovoljno jak za preživljavanje u čovječjem sustavu uz zadržavanje svoje antibiotske mogućnosti i aktivno djelovanje protiv patogena.
Penicilin je bio prvi antibiotik koji se proizvodio u količinama dovoljnim za spašavanje milijuna života. Nakon samog otkrića plijesni koja stvara penicilin, krenulo se s traženjem soja Peniciliuma koja proizvodi najveću količinu ovog antibiotika, pa je već 1951. P. notatum zamijenjem novom vrstom Penicillium chrysogenum.

## Definicija
Kemijski agens mora, za učinkovitost u liječenju, posjedovati selektivnu toksičnost tj. sposobnost uništavanja patogena s malo ili nimalo štetnog učinka na domaćina. Razina selektivne toksičosti može biti izražena u obliku
- terapijske doze, odnosno količine kemijskog agensa nužnog za liječenje dane infekcije
- toksične doze, odnosno količine agensa u krvi koja nije štetna za domaćina.

Antibiotici djeluju isključivo na bakterije, gram pozitivne i gram negativne. Nemaju nikakvog utjecaja na viruse.

## Mehanizam djelovanja
Antibiotik može oštetiti patogen na nekoliko načina.  Neki antibiotici djeluju protiv patogena tako što zaustavljaju sintezu njegova staničnog zida bez kojega ne može preživjeti. U ovu skupinu spadaju penicilin, cefalosporin i vankomicin. 
Antibiotici se mogu vezati i za ribosome patogena. Ribosomi su mjesto sinteze proteina. Vezivanjem antibiotika za ribosom sprječava se sinteza proteina tog patogena tako da dolazi do pogrešnog čitanja slijeda aminokiselina i na taj način antibiotik onemogućava funkcioniranje patogene stanice. U ovu skupinu antibiotika spadaju gentamicin, kloramfenikol, tetraciklin, i eritromicin. 

### Inhibicija sinteze stanične stijenke
Ova skupina antibiotika inhibira, odnosno zaustavlja stvaranje veza peptidoglikana u staničnoj stijenki patogena. Inhibicija se ostvaruje aktiviranjem enzima koji kida veze peptidoglikana i na taj način dolazi do degradacije stijenke. U ovu skupinu spadaju:
- Penicilin
- Ampicilin
- Karbencilin
- Cefalosporin
- Vankomicin

### Inhibicija sinteze proteina
Do inhibicije sinteze proteina dolazi zbog prekida normalne aktivnosti ribosoma. Antibiotici koji djeluju na ovaj način su:
- Streptomicin
- Gentamicin
- Kloramfenikol
- Tetraciklin
- Eritromicin

### Inhibicija sinteze nukleinske kiseline
Ova skupina antibiotika djeluje izravnom degradacijom DNK i RNK molekule, ili se veže na enzime koji upravljaju replikacijom DNK, kao što je DNK polimeraza. Ovu skupinu antibiotika čine:
- Rifampicin

### Inhibicija metabolizma
Metabolizam je jedan od najvažnijih procesa svih organizama uz pomoć kojega stanice dolaze do energije za razne druge procese. Ako se dogodi degradacija enzima koji sudjeluju u metabolizmu stanice postaju nesposobne za normalno funkcioniranje.

## Vanjske poveznice
- Antibiotici Hrvatska tehnička enciklopedija, portal hrvatske tehničke baštine. LZMK